# VI dynastia
 VI dynastia – dynastia władców starożytnego Egiptu, panowała w latach 2347–2216 p.n.e. Uważa się, że członkowie tej dynastii nie byli w żaden sposób spokrewnieni z członkami poprzednich dynastii panujących.
| Stare Państwo – VI dynastia |                       |           |                    |                                     |                     |
| Władca                      | Lata panowania p.n.e. | Nomen     | Prenomen           | Żony/Mężowie                        | Miejsce pochówku    |
| Teti                        | 2347–2337             | Teti      |                    | Iput I, Chuit                       | Piramida w Sakkarze |
| Userkare                    | 2337–2335             | Userkare  |                    | ?                                   | ?                   |
| Pepi I                      | 2335–2285             | Pepi      | Nefersahor Meri Re | Anchesenmerire I, Anchesenmerire II | Piramida w Sakkarze |
| Merenre I                   | 2285–2279             | Antiemsaf | Merenre            | Meritites                           | Piramida w Sakkarze |
| Pepi II                     | 2279–2219             | Pepi      | Neferkare          | Neit, Iput II, Udżebten             | Piramida w Sakkarze |